# Hisua
Hisua là một thành phố và là một khu vực quy hoạch (notified area) của quận Nawada thuộc bang Bihar, Ấn Độ.

## Địa lý
Hisua có vị trí 24°50′B 85°25′Đ / 24,83°B 85,42°Đ Nó có độ cao trung bình là 93 mét (305 feet).

## Nhân khẩu
Theo điều tra dân số năm 2001 của Ấn Độ, Hisua có dân số 25.045 người. Phái nam chiếm 52% tổng số dân và phái nữ chiếm 48%. Hisua có tỷ lệ 51% biết đọc biết viết, thấp hơn tỷ lệ trung bình toàn quốc là 59,5%: tỷ lệ cho phái nam là 59%, và tỷ lệ cho phái nữ là 41%. Tại Hisua, 18% dân số nhỏ hơn 6 tuổi.